# Санадзе, Гиви Александрович
Гиви Александрович Санадзе (груз. გივი ალექსანდრეს ძე სანაძე; 30 июля 1929, Тифлис — 11 января 2021) — советский и грузинский учёный в области биохимии и физиологии растений, доктор биологических наук (1968), профессор (1968), академик АН Грузинской ССР (1983). Вице-президент АН Грузинской ССР — Национальной академии наук Грузии (1988—2000). Является первооткрывателем «Изопренового эффекта» (1957).

## Биография
Родился 30 июля 1929 года в Тбилиси, Грузинской ССР в семье профессора ботаники, репрессированного в период сталинских репрессий.
С 1947 по 1952 год обучался на биологическом факультете Тбилисского государственного университета, обучаясь в университете в 1949 году за изучение роли ультрафиолета в органогенезе растений Г. А. Санадзе был удостоен Всесоюзной научной премии. В 1959 году окончил аспирантуру в Институте физиологии растений имени К. А. Тимирязева АН СССР под руководством профессоров И. Н. Векуа и А. Л. Курсанова.
С 1953 года на научной работе в Институте ботаники АН Грузинской ССР в качестве младшего научного сотрудника Проблемной лаборатории аллелопатии, занимался изучением выделения предельных углеводородов листьями растений. В 1957 году под руководством Г. А. Санадзе было открыто новое научное явление — светозависимое выделение изопрена. С 1964 по 1967 год на научно-исследовательской работе в Институте физиологии растений имени К. А. Тимирязева АН СССР в качестве научного сотрудника лаборатории фотосинтеза.
С 1968 года на научно-педагогической работе в Тбилисском государственном университете в качестве профессора кафедры физиологии растений и руководителя проблемной лаборатории фотосинтеза, с 1983 года — заведующий кафедрой анатомии и физиологии растений. Помимо основной деятельности в качестве приглашённого преподавателя находился в заграничной командировке в США, где в 1976 году читал курс лекций по выделению изопрена в Университете штата Джорджия и в 1982 году в Массачусетском технологическом институте.
С 1988 по 2000 год — вице-президент АН Грузинской ССР — Национальной академии наук Грузии.

### Научно-педагогическая деятельность и вклад в науку
Основная научно-педагогическая деятельность Г. А. Санадзе была связана с вопросами в области физиологии и биохимии растений. Занимался исследованиями
в области фотобиологического явления связанного со светозависимым синтезом и выделением изопрена листьями растений, коим итогом этих исследований стало открытие им в 1957 году — «изопренового эффекта». Г. А. Санадзе помимо основной деятельности являлся членом редакционной коллегии «Russian Journal of Plant Physiology».
В 1959 году защитил кандидатскую диссертацию по теме: «Выделение растениями летучих органических веществ», в 1968 году защитил докторскую диссертацию на соискание учёной степени доктор биологических наук по теме: «Биосинтез и выделение изопрена листьями на свету». В 1968 году ВАК СССР ему было присвоено учёное звание профессор. В 1979 году был избран член-корреспондентом, а в 1983 году — действительным членом АН Грузинской ССР. Г. А. Санадзе было написано более двухсот научных работ, в том числе монографий и статей в научных журналах опубликованных в ведущих научных журналах.

## Награды
- Орден Дружбы народов